# Charles H. Bennett (Physiker)

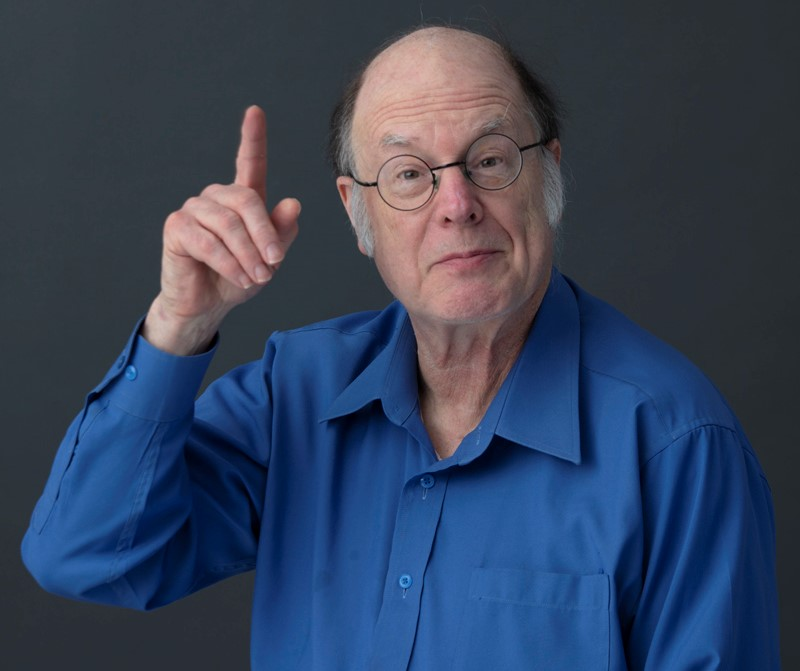
Charles H. Bennett (2018)

Charles Henry Bennett (* 1943) ist ein US-amerikanischer Physiker und Informatiker. Er ist einer der Entdecker der Quantenteleportation.

## Leben und Werk
Bennett war der Sohn zweier Musiklehrer. Er studierte an der Brandeis University mit einem Bachelor-Abschluss in Chemie 1964 und wurde 1970 an der Harvard University bei David Turnbull und Bernie Alder promoviert mit einer Arbeit über molekulare Dynamik. Als Post-Doktorand war er bei Aneesur Rahman am Argonne National Laboratory. Ab 1972 war er bei IBM in der Forschung. Bennett ist IBM Fellow und arbeitet im IBM Thomas J. Watson Research Center. 1983 bis 1985 war er Gastprofessor für Informatik an der Boston University.
Er forschte insbesondere über den Zusammenhang von Physik und Information und in jüngster Zeit vor allem auf dem Gebiet der Quanteninformationsverarbeitung (Quantenkryptografie).
1973 zeigte er aufbauend auf Arbeiten von Rolf Landauer (1961), dass ein universeller Computer möglich ist, der thermodynamisch reversibel arbeitet (und dazu auch logisch reversibel sein muss), das heißt keine (oder beliebig kleine) Entropie erzeugt. 1982 schlug er eine Uminterpretation des Maxwellschen Dämons vor, dessen prinzipielles Versagen, den Zweiten Hauptsatz zu brechen, nach Bennett nicht in den Kosten für die Erlangung von Information besteht, sondern in den Kosten für Vernichtung von Information.
Mit Gilles Brassard schlug er 1984 das nach den beiden benannte BB84-Protokoll zum Quantenschlüsselaustausch vor, das erste solche Verfahren. Er demonstrierte die Praktikabilität 1989 mit John A. Smolin.
1993 entdeckte er mit William Wootters, Asher Peres, Gilles Brassard, Claude Crépeau und Richard Jozsa die Quanten-Teleportation. Mit Smolin, Wootters, David DiVincenzo und anderen entwickelte er 1995 bis 1997 die Theorie der Quantenverschränkung (Entanglement) quantitativ und entwickelte Methoden der Informationsübertragung über klassische und quantenmechanische verrauschte Kanäle.
Er befasste sich auch mit algorithmischer Informationstheorie und definierte eine innere Komplexität (Logische Tiefe) physikalischer Zustände als die Zeit, die ein universeller Computer benötigt, aus einem zufälligen Anfangszustand den Zustand zu erzeugen.
Er ist Fellow der National Academy of Sciences und der American Physical Society. 2008 erhielt er den Harvey-Preis des Technion in Israel, 2017 die Dirac-Medaille (ICTP) und 2018 den Wolf-Preis für Physik. 2019 erhielt Bennett den BBVA Frontiers of Knowledge Award und 2020 den Claude E. Shannon Award. 2022 wurde Bennet Auswärtiges Mitglied der Royal Society. Er ist Mitglied der Königlich Dänischen Akademie der Wissenschaften. Für 2023 wurde ihm der Breakthrough Prize in Fundamental Physics zugesprochen. Ebenfalls 2023 wurde ihm der Eduard-Rhein-Preis für Technologie zugesprochen. 2025 wurde Bennett zum Mitglied der American Academy of Arts and Sciences gewählt.
Er ist verheiratet und hat drei Kinder. Seine Hobbys sind Fotografie und Musik.

## Schriften
- 1973: Logical Reversibility of Computation. IBM J.Res. Dev., vol. 17. S. 525–532.
- 1982: The Thermodynamics of Computation. Internat. Journal Theor. Phys. 21 pp. 905–940.
- 1987: Demons, engines and the second law. Scientific American. 257. S. 108–116.